# Lantanopsis
Lantanopsis es un género de plantas fanerógamas perteneciente a la familia de las asteráceas.   Comprende 3 especies descritas y  aceptadas.

## Taxonomía
El género fue descrito por C.Wright ex Griseb. y publicado en  Plantae Wrightianae 2: 513. 1862. La especie tipo es Lantanopsis hispidula C.Wright ex Griseb.	

## Especies aceptadas
A continuación se brinda un listado de las especies del género Lantanopsis aceptadas hasta julio de 2012, ordenadas alfabéticamente. Para cada una se indica el nombre binomial seguido del autor, abreviado según las convenciones y usos.
- Lantanopsis hispidula C.Wright ex Griseb.
- Lantanopsis hoffmanni Urb.
- Lantanopsis tomentosa Borhidi & Moncada